# نصير أباد (فسا)
نصير أباد (بالفارسية: نصیرآباد) هي قرية تقع في قسم ميانده الريفي في إيران. يقدر عدد سكانها بـ 1,616 نسمة.